# إدغار فوس
إدغار فوس (بالإندونيسية: Edgar Vos)‏ هو مصمم أزياء إندونيسي، ولد في 5 يوليو 1931 في ماكاسار في إندونيسيا، وتوفي في 13 يناير 2010 في فورت لودرديل في الولايات المتحدة بسبب نوبة قلبية.